# Tagliacarte

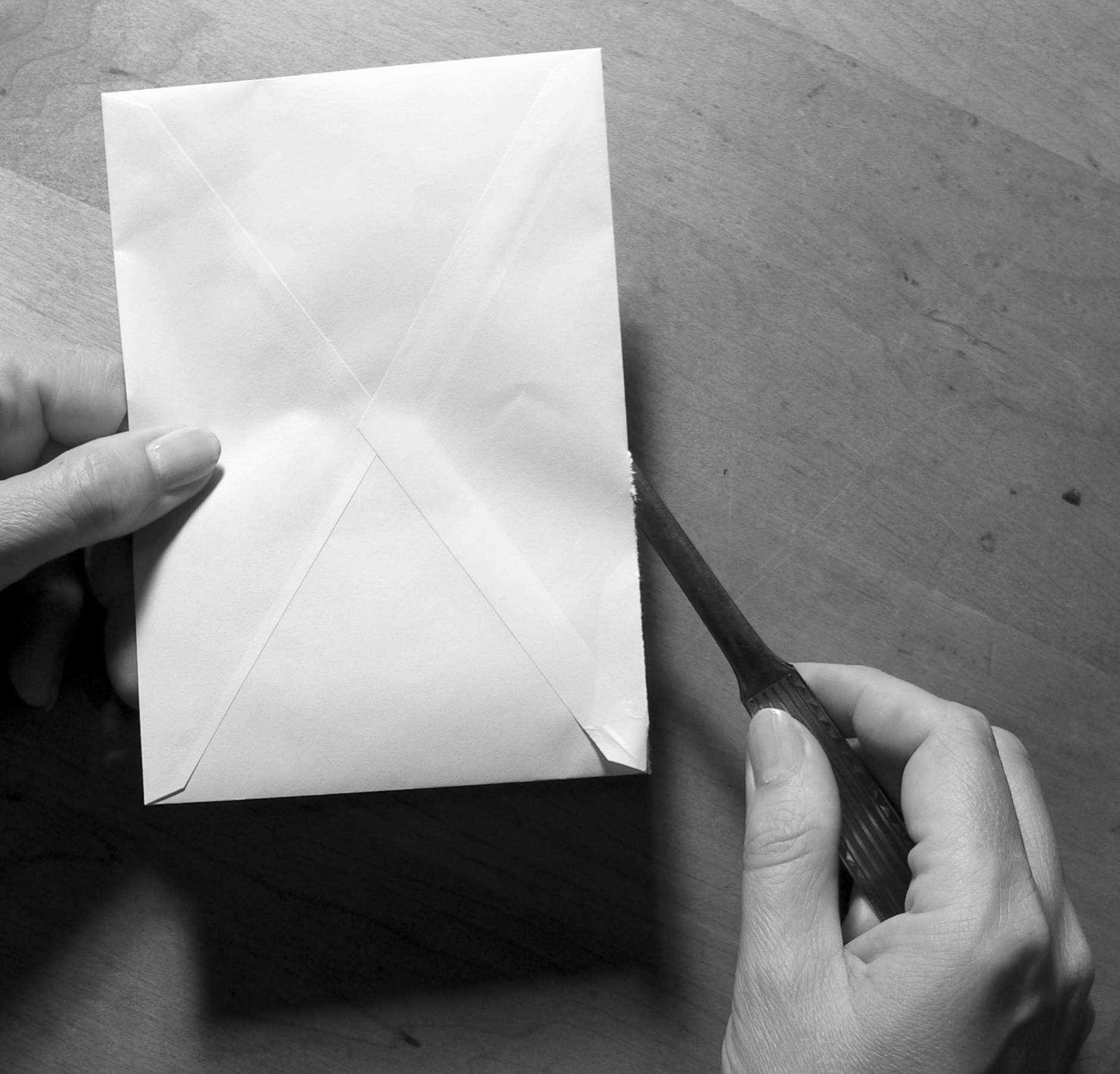
Aprilettere

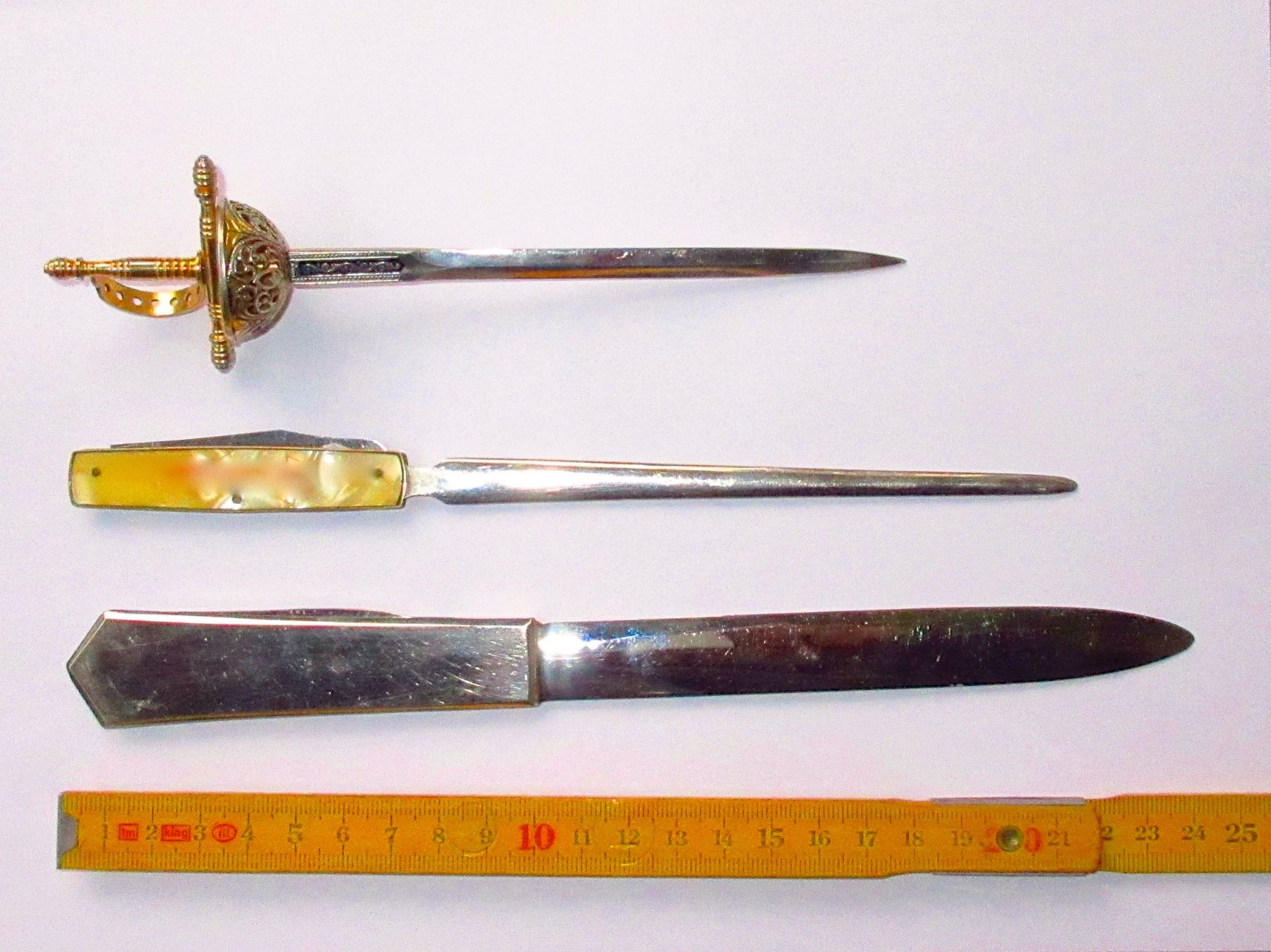
Vari tipi di tagliacarte / apribuste

Per tagliacarte si intende uno strumento, di vario materiale (legno, metallo, ottone, acciaio, avorio), usato per tagliare singole carte o parti di libri intonsi. Conviene distinguere fra:
- Tagliacarte manuale, anche noto come aprilettere
- Tagliacarte industriale

Il suo nome composto deriva dal verbo tagliare più il plurale del sostantivo femminile carta.

## Tagliacarte manuale
I tagliacarte manuali possono avere un manico in legno, in avorio, in plastica, in madreperla o possono avere manico in metallo con lavorazione in guilloché. Molto diffusi sono i tagliacarte col manico in legno bubinga e con lama in ottone. Di fattura più nobiliare sono quelli con lama in argento o in altro metallo nobile. Alcuni casi emblematici presentano impugnatura in corno di cervo, altri presentano, invece, forma di piccola spada.
Di più recente costruzione sono i cosiddetti tagliacarte a ghigliottina, che presentano un pressino manuale laterale, una squadra laterale e una lama superiore molata. Fra le ultime novità si ricordano i tagliacarte a lama rotante, ossia tagliacarte manuali con un perno esterno per guidare la lama.

## Tagliacarte industriale
Fra i vari tipi di tagliacarte industriali si distingue il tagliacarte idraulico, dotato di lama e pressino azionati idraulicamente. Ma esistono anche tagliacarte elettrici, ossia alimentati attraverso la corrente elettrica. Essi, essendo apparecchi particolarmente pericolosi, sono caratterizzati dalla presenza di fotocellule di protezione capaci di proteggere l'operatore che ne fa uso e spesso hanno sistemi digitali integrati capaci di impostare il taglio in centimetri o pollici. Intorno agli anni '60, i tagliacarte venivano classificati in base alla larghezza utile di taglio. Si distinguevano tagliacarte da 75 cm, 80, 105. Più diffuso era quello di 105 cm, capace di tagliare le risme nella misura di 70 x 100.